# Edy (film)
Edy è un film del 2005 diretto da Stéphan Guérin-Tillié.

## Trama
L'agente assicurativo Edy utilizza dei metodi criminali per ottenere una polizza assicurativa; assieme a Louis, organizza degli omicidi mascherati da incidenti.
Una sera, Edy è in preda a una nevrosi e uccide l'ostaggio con la propria rivoltella.
I problemi per lui nasceranno quando tale l'assassinio sarà collegato a un altro, verificatosi in una stazione della RER e avente come omicida ancora Edy, che stava cercando di difendersi da alcuni aggressori.